# Malimbus malimbicus
El malimbo crestado (Malimbus malimbicus) es una especie de ave paseriforme de la familia Ploceidae propia de África Occidental y Central. Su hábitat natural son los bosques húmedos tropicales.